# Sieliwanowo (Bieżanickoje, dawniej wołost Bieżanickaja)
Sieliwanowo (ros. Селиваново) – wieś (ros. деревня, trb. dieriewnia) w zachodniej Rosji, w osiedlu wiejskim Bieżanickoje rejonu bieżanickiego w obwodzie pskowskim.

## Geografia
Miejscowość położona jest w dorzeczu Łokni, 8 km od drogi regionalnej 58K-019 (Łoknia – Chriapjewo), 15 km od centrum administracyjnego osiedla wiejskiego i całego rejonu (Bieżanice), 145 km od stolicy obwodu (Psków).

## Demografia
W 2010 r. miejscowość zamieszkiwały 4 osoby.